# 966
966 (CMLXVI) je bilo navadno leto, ki se je po julijanskem koledarju začelo na ponedeljek.

## Dogodki
- Prva omemba Lloret de Marja v Kataloniji.

## Rojstva
Neznan datum
- Boleslav I. Hrabri, poljski knezin kralj († 1025)
- Hišam II., kordovski kalif († 1013)

## Smrti
Neznan datum
- Nakon, knez Obodritov ( *ni znano)